# Trabala
Trabala är ett släkte av fjärilar. Trabala ingår i familjen ädelspinnare.

## Bildgalleri

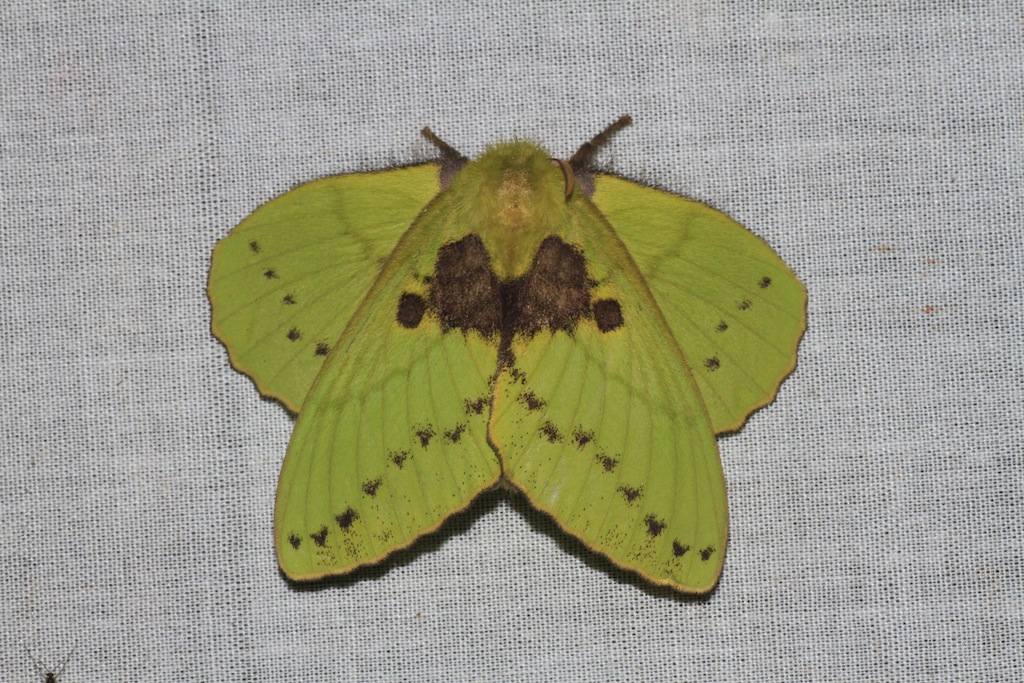
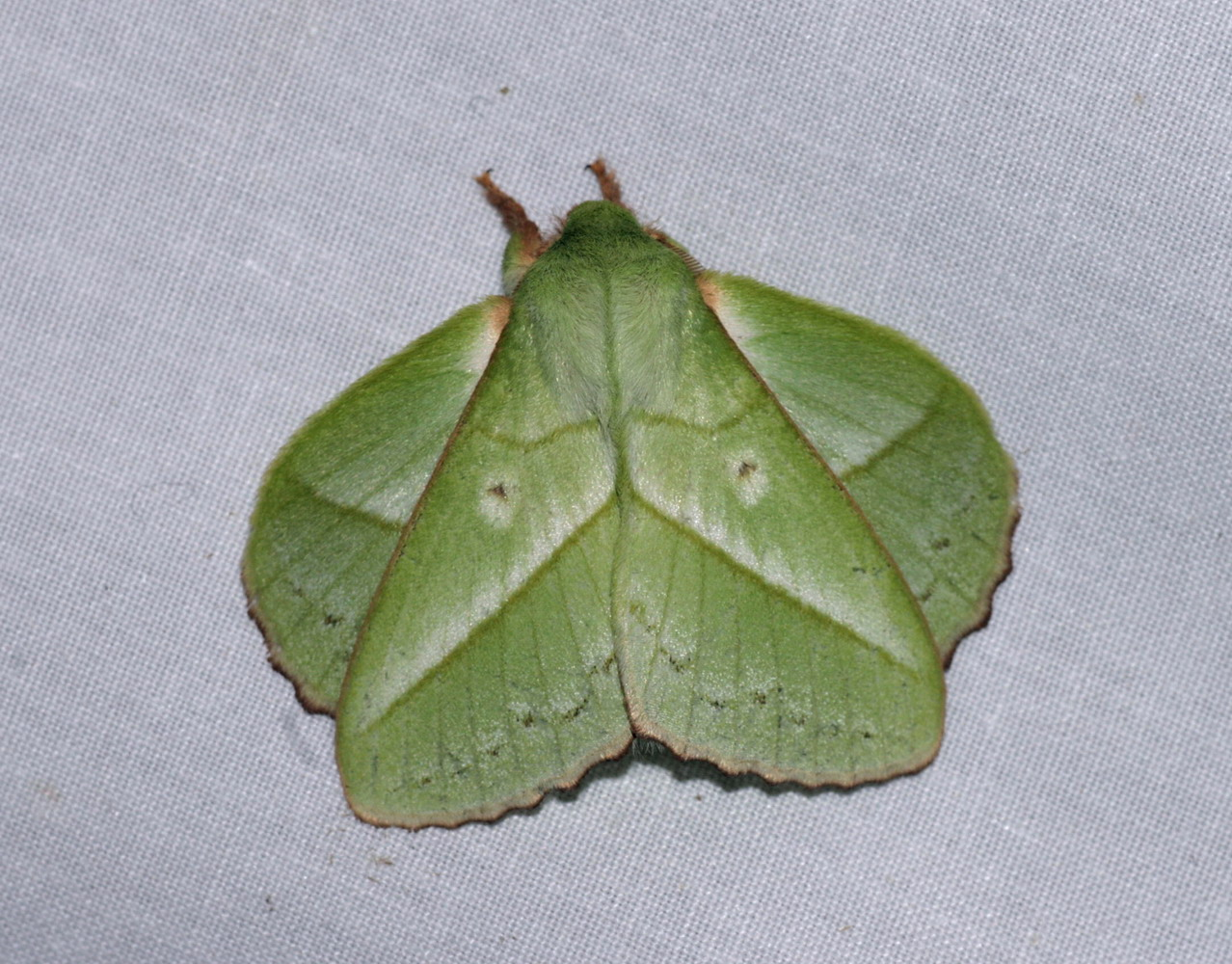
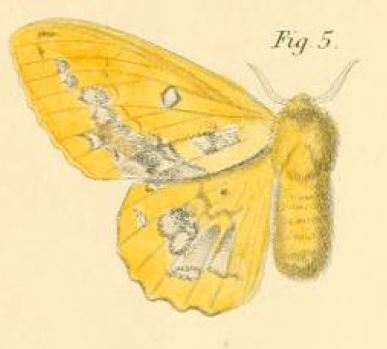
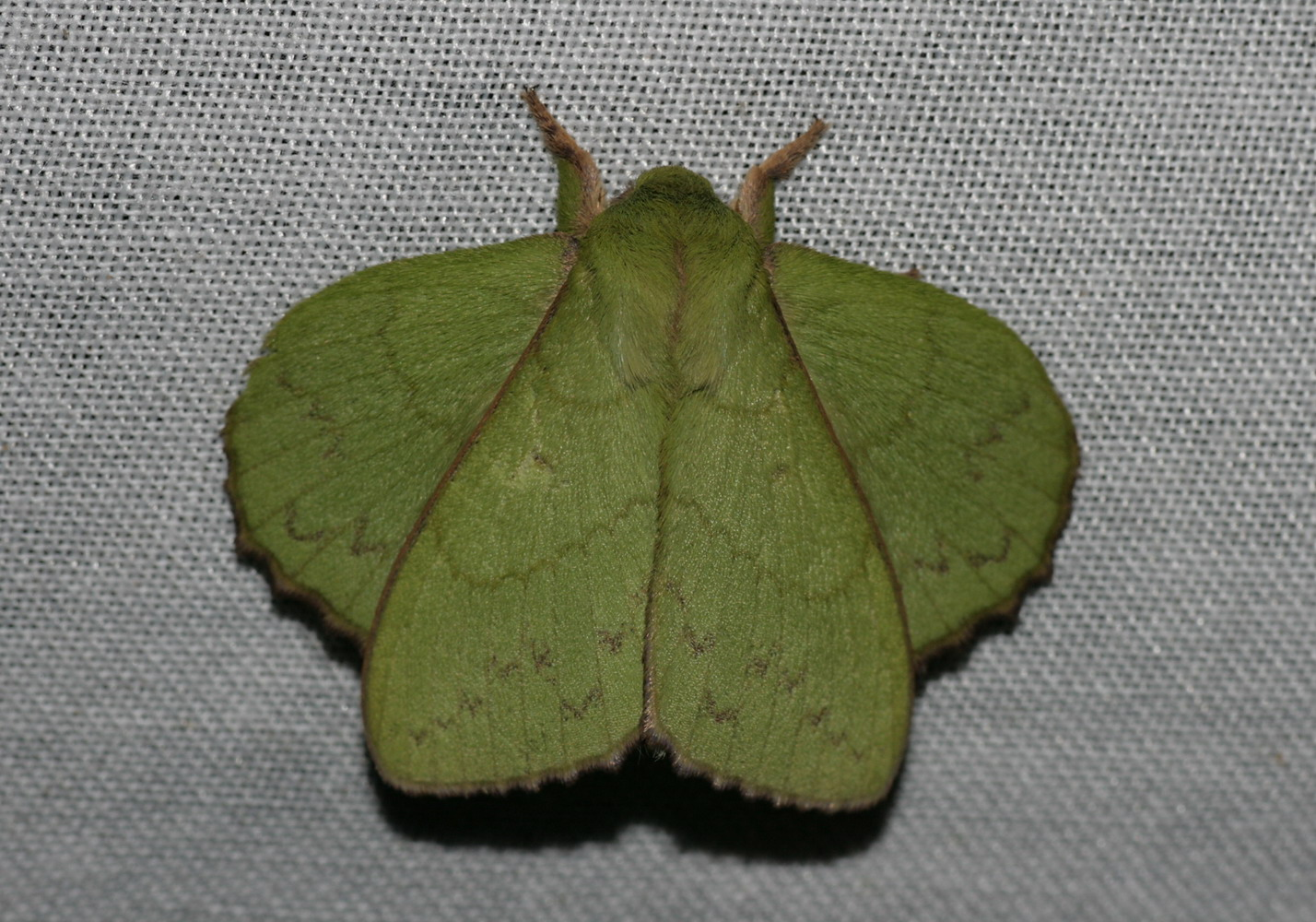
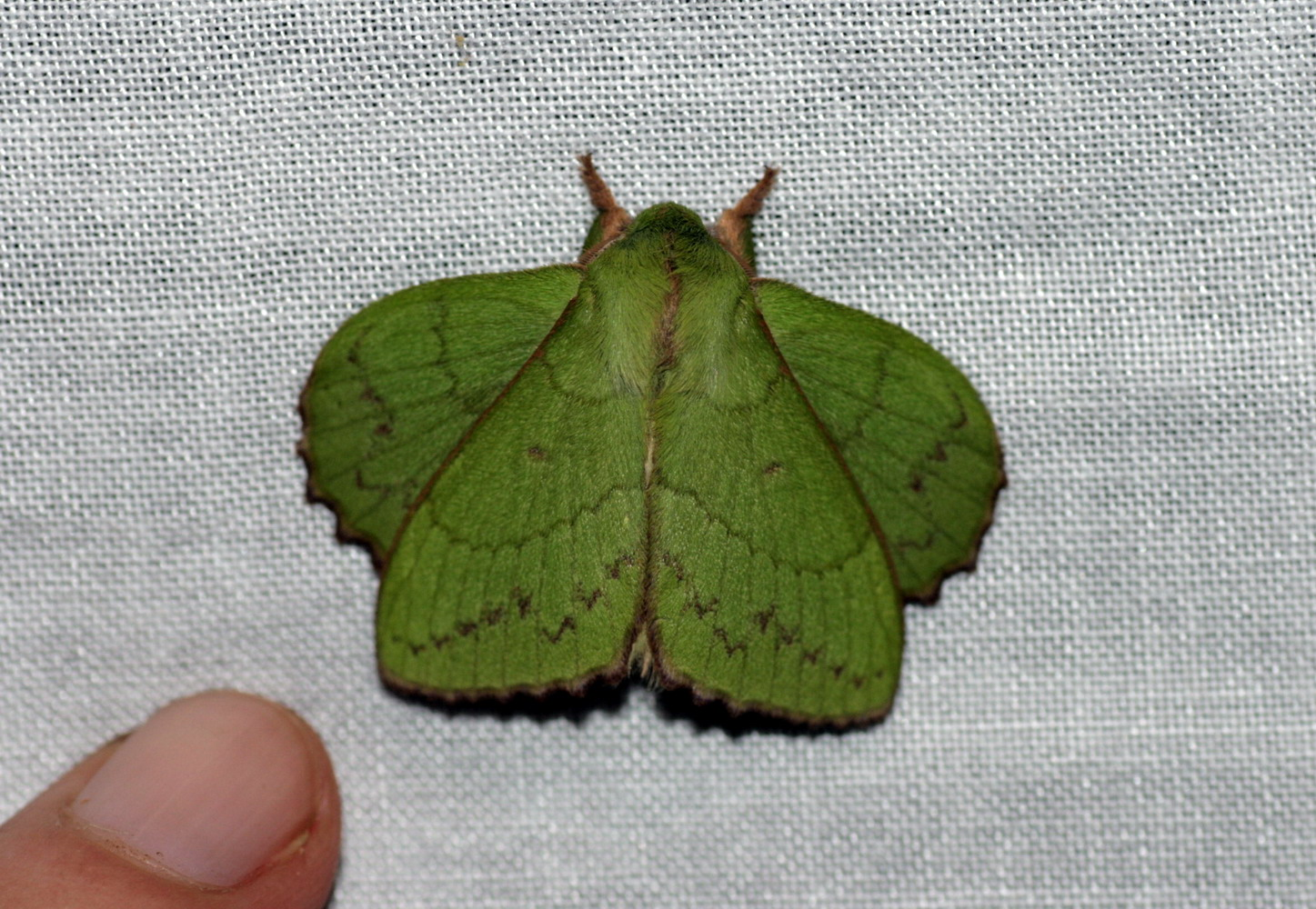
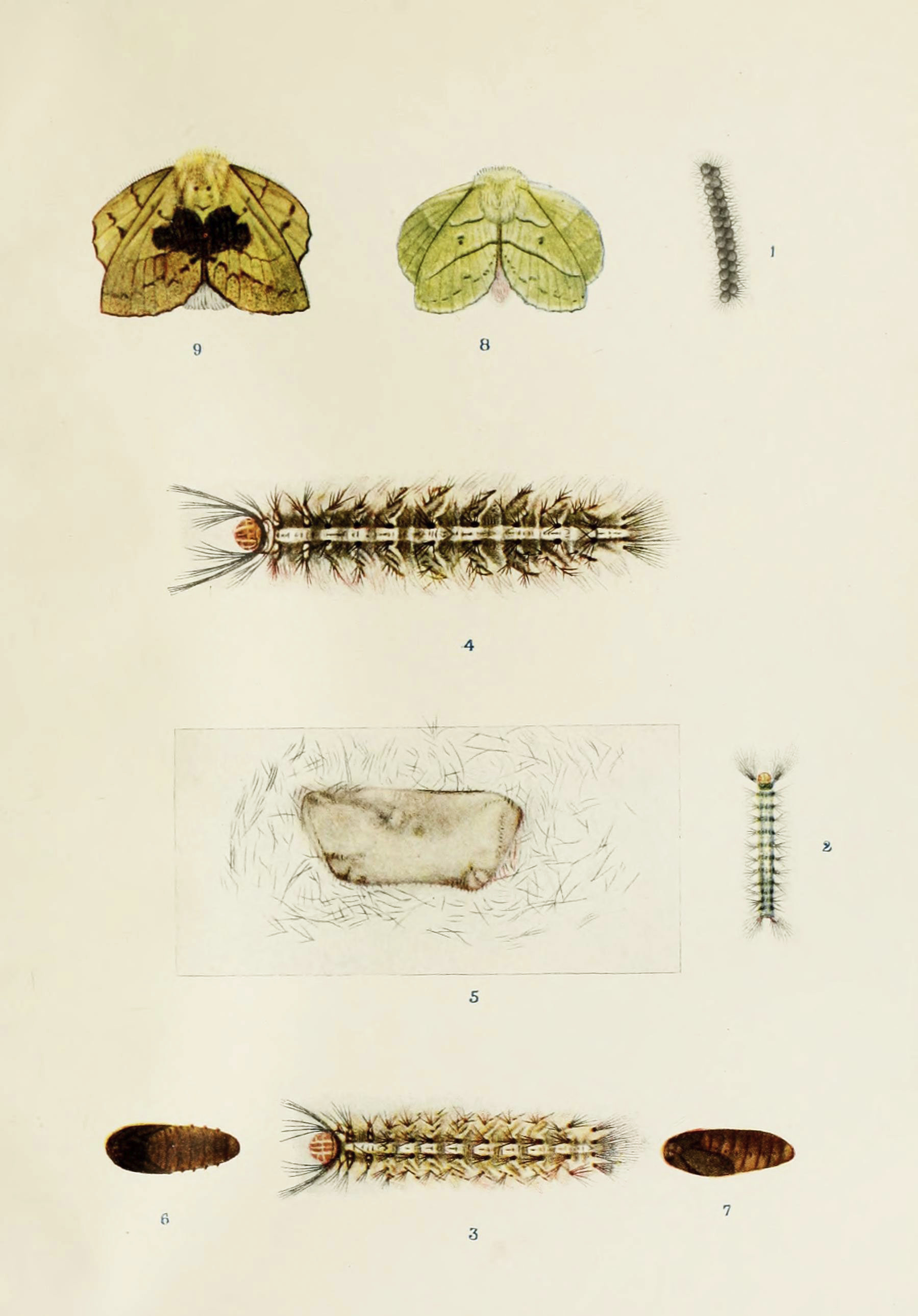

## Dottertaxa tillTrabala, i alfabetisk ordning[1]
- Trabala aethiopica
- Trabala arjuna
- Trabala basalis
- Trabala bhatara
- Trabala bouraq
- Trabala brahma
- Trabala brunnescens
- Trabala burchardi
- Trabala charon
- Trabala durga
- Trabala effluens
- Trabala ganesha
- Trabala garuda
- Trabala gautama
- Trabala gigantina
- Trabala hantu
- Trabala hemichlora
- Trabala herbida
- Trabala indra
- Trabala irrorata
- Trabala krishna
- Trabala lambourni
- Trabala leopoldi
- Trabala mahananda
- Trabala mahatma
- Trabala mahedeva
- Trabala mandarina
- Trabala montana
- Trabala obscurior
- Trabala ochrea
- Trabala olivacea
- Trabala owadai
- Trabala pallida
- Trabala prasina
- Trabala prasinophena
- Trabala rama
- Trabala rotundapex
- Trabala shiva
- Trabala simalura
- Trabala singhala
- Trabala smaragdina
- Trabala splendida
- Trabala subadra
- Trabala sudara
- Trabala sugata
- Trabala sulphurea
- Trabala viridana
- Trabala viridis
- Trabala vishnou